# زایش ونوس (بوگرو)
زایش ونوس (به فرانسوی: La Naissance de Vénus) یک نقاشی تمثیلی و از برترین آثار نقاش آکادمیک فرانسوی، ویلیام-آدولف بوگرو (۱۸۲۵–۱۹۰۵) است که در سال ۱۸۷۹ خلق شده‌است.

## توصیف اثر

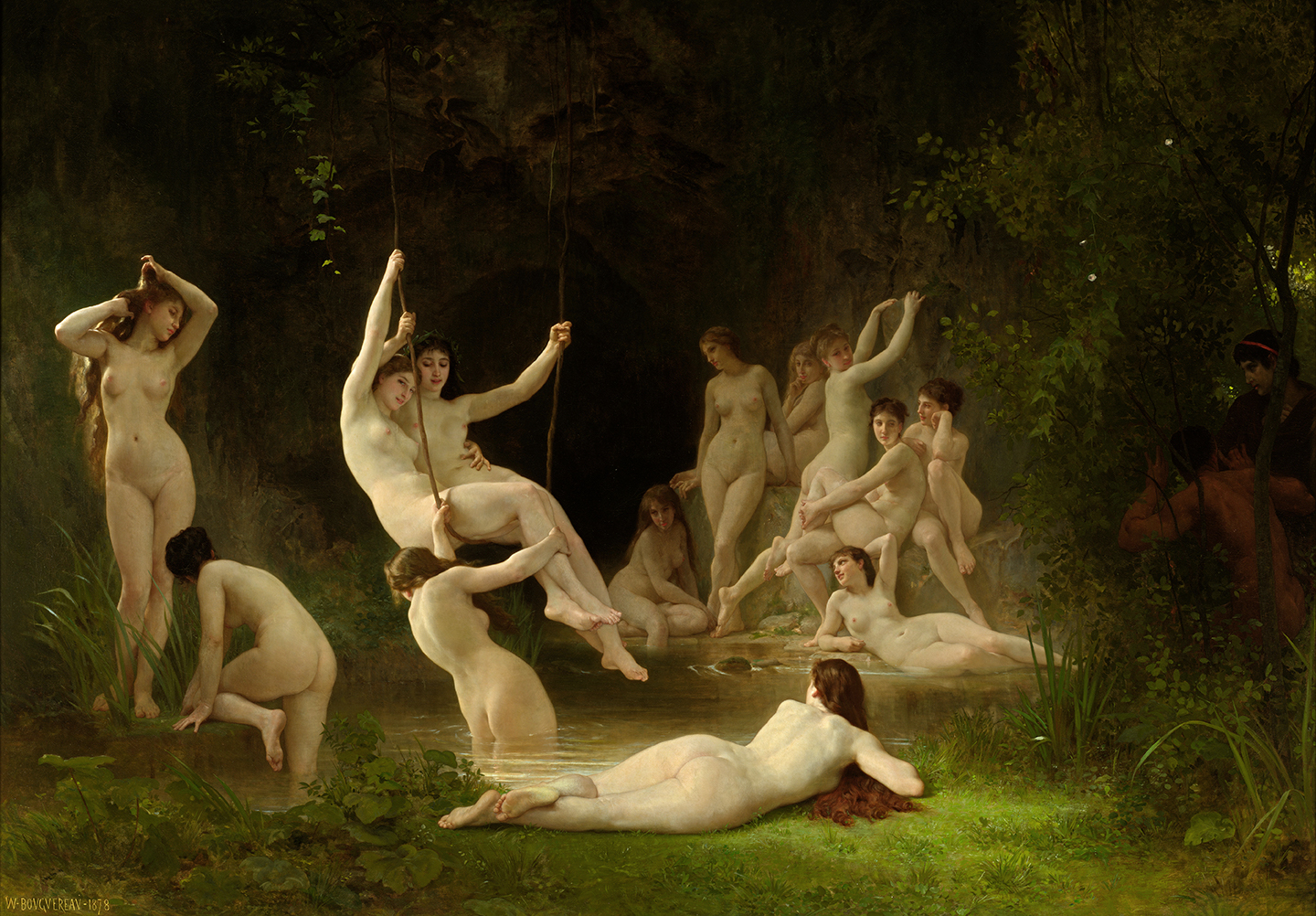
یکی دیگر از آثار ویلیام-آدولف بوگرو

این اثر را می‌توان آخرین زنجیره از سنتی هنری در خلق تصویر از ونوس (ایزدبانوی عشق، زیبایی و بارآوری) دانست که قدمتی از سال‌های ابتدایی رنسانس تا اواخر قرن نوزدهم میلادی داشت. بوگرو در این اثر بر خلاف دیگر هنرمندان که تولد ونوس از دریا را با اقتباس از شاهکار ساندرو بوتیچلی در قرن پانزدهم میلادی ثبت کرده‌بودند، انتقال وی در یک صدف به پافوس (شهری ساحلی در جنوب غربی قبرس) را نشان می‌دهد.

این نگاره، نمونه‌ای از تکنیک منحصر به فرد نقاش در ایجاد حجم و کمپوزیسیون هوشمندانه‌است. بخشی از این ترکیب هنرمندانه را می‌توان در حلقه پیچ در پیچ پوتی (پوتی جمع پوتو یا قدیسان کودک که در آثار دوران رنسانس به وفور دیده می‌شود) در پس زمینه دید. بوگرو برخلاف دیگر نقاشان هم‌عصرش که پیکره‌هایی گوشتالو را می‌آفریدند، به باریک و لاغر بودن تنه‌های انسانی اعتقاد داشت.

این اثر هم‌اکنون در موزه اورسی در پاریس نگهداری می‌شود.